# James L. Alcorn
James L. Alcorn (Golconda, 1816. november 4. – Friars Point, 1894. december 19.) az Amerikai Egyesült Államok szenátora (Mississippi, 1871–1877).

## Élete
James Alcorn és Hanna Lusk gyermekeként született Golcondában (Illinois). A Cumberland College-ben tanult. 1839-től 1844-ig a Kentucky állambeli Livingston megye seriffjeként szolgált.